# سمفیز
اِلتِصاق یا سمفیز (به انگلیسی: Symphysis) نوعی مفصل غضروفی است که در آن دو سر استخوان‌ها به‌وسیله صفحه رشته‌ای غضروفی محکم به یکدیگر چسبیده‌اند. این مفاصل دارای غضروف‌های شیشه‌ای (هیالن، شفاف) و رشته‌ای (فیبری) بوده و تحرک کمی دارند. سطح مفصلی استخوان‌هایی که این نوع مفاصل را به وجود می‌آورند از غضروف شیشه‌ای  تشکیل شده و به واسطه یک دیسک یا صفحه‌ای از جنس غضروف فیبری به هم اتصال می‌یابند. التصاق از نوع مفصل نیمه‌متحرک (آمفی‌آرتروز) است که به عنوان مفاصل غضروفی ثانویه شناخته می‌شوند و در خط میانی وجود دارند.
مواردی از التصاق عبارتنداز:
- مفصل بین دسته (مانوبریوم) و تنه استخوان جناغ
- مفصل میان هر دو جسم مهره در ستون فقرات توسط دیسک بین مهره‌ای
- مفصل بین دو استخوان بی‌نام در جلو از ناحیه مفصلی استخوان شرمگاهی دو طرف که التصاق شرمگاهی (سیمفیزیس پوبیس) را ایجاد می‌کنند.